# FC Monthey
Der FC Monthey ist ein Fussballverein aus der Stadt Monthey im Walliser Chablais. Der Verein wurde 1910 gegründet und spielt momentan in der 1. Liga Classic, der vierthöchsten Schweizer Spielklasse.

## Geschichte
Der FC Monthey wurde 1910 von zwölf Teenagern gegründet. Nach wenigen Jahren schloss sich Monthey dem Waadtländer Fussballverband an und gewann die Waadtländer Série B in den Jahren 1918, 1919 und 1921. 1919 gehörte der FC Monthey zu den Initianten des Walliser Fussballverbandes, blieb aber selber noch einige Zeit Mitglied im Waadtländer Fussballverband.
1924 stieg der FC Monthey in die zweite Spielklasse, damals Serie Promotion genannt, und 1930 sogar in die oberste Spielklasse, nun 1. Liga genannt, auf, stieg aber ein Jahr später direkt wieder in die zweite Spielklasse ab, ihrerseits nun 1. Liga genannt (während die erste Spielklasse nun Nationalliga genannt wurde). Nach einem weiteren Abstieg folgte 1943 der Absturz in die vierte Spielklasse, die 3. Liga, bevor der Club jahrelang zu den Leadern der drittklassigen 1. Liga gehörte und 1970, 1981 und 1993 sogar noch einmal für jeweils kurze Zeit der Aufstieg in die zweite Spielklasse, die Nationalliga B, gelang. 2000 stieg er jedoch wieder in die viertklassige 2. Liga ab.
2011 schaffte der FC Monthey den Wiederaufstieg in die drittklassige 1. Liga. Nach der Ligareform und einem weiteren Abstieg spielte Monthey seit der Saison 2015/16 fünftklassig in der 2. Liga interregional und erreichte 2021 den Aufstieg in die nun viertklassige 1. Liga (heute 1. Liga Classic).
Zu den bekanntesten Fussballern aus Monthey gehörten in den 40er Jahren der 20-fache Schweizer Nationalspieler Jean Tamini und in den 50er/60er Jahren der 16-fache Internationale Philippe Pottier.